# Uliu porumbar

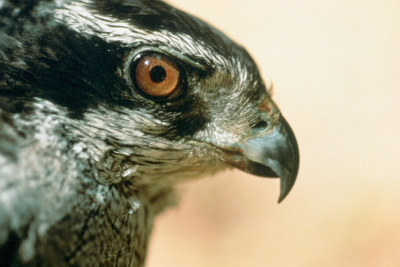
Capul unui exemplar din specia Accipiter gentilis

Uliul porumbar (Accipiter gentilis) este o pasăre răpitoare de talie mijlocie (50–65 cm) din familia accipitridelor (Accipitridae), ordinul  falconiformelor (Falconiformes), cu un  penaj cafeniu-cenușiu pe spate, pieptul albicios cu dungi transversale întunecate, mai rare pe coadă, care are pene albe la rădăcină. Are coadă lungă, aripi scurte, late și cu vârful rotunjit. Tinerii prezintă pete lunguiețe pe abdomen. Adulții au deasupra ochiului o sprânceană de culoare deschisă. Are un zbor rapid și foarte abil printre copaci, cu planări întrerupte de câteva bătăi dese din aripi, atacând și prăzi mai mari decât el. Atacă păsări și mamifere mici, mai ales din mediul împădurit. Cuibărește prin copacii din mijlocul pădurilor, în arbori la șes ori în regiunea de deal, mai rar la munte în Europa, nordul și centrul Asiei, nord-vestul Africii, America de Nord și Mexic. Cuibărește în România și Republica Moldova, unde rămâne și în sezonul rece. În Dicționarul limbii române, tom XVII, elaborat de Academia Română se menționează că pentru uliul porumbar mai există variantele: uli porumbac, uli mare, uli cenușiu.

## Habitat
Uliul porumbar populează pădurile (în special cele de conifere) cu poieni mari și spații deschise adiacente, biotopuri în care aceasta vânează de preferință. Activitatea sa de pasăre de pradă se extinde în câmpii, pajiști mărginite de garduri vii, mlaștini și lacuri cu malurile împădurite. În general, evită totuși spațiile deschise de mari dimensiuni.
În unele țări, uliul s-a adaptat la mediul urban: în Rusia (în apropiere de Moscova, în timpul iernii, în Olanda (Amsterdam), în Letonia (Riga) și în Germania (Köln).

## Subspecii și distribuția lor
Conform lui Alan P. Peterson⁠(d), această specie este alcătuită din următoarele subspecii:
- Accipiter gentilis gentilis (Linnaeus, 1758) – Europa și nord-vestul Africii.
- Accipiter gentilis gallinarum (Ch. L. Brehm, 1831) – Europa Centrală; este inclusă în prezent în subspecia Accipiter gentilis gentilis.
- Accipiter gentilis albidus (Menzbir, 1882) – nord-estul Asiei (Siberia și Kamceatka);
- Accipiter gentilis apache (van Rossem, 1938) – sud-vestul Statelor Unite ale Americii;
- Accipiter gentilis arrigonii (Kleinschmidt, 1903) – Corsica și Sardinia;
- Accipiter gentilis atricapillus (Wilson, 1812) –America de Nord;
- Accipiter gentilis buteoides (Menzbir, 1882) – nordul Eurasiei, din Suedia până la râul Lena, iernează la sud în Europa Centrală și Asia Centrală.
- Accipiter gentilis fujiyamae (Swann & Hartert, 1923) – estul Asiei și Japonia.
- Accipiter gentilis laingi (Taverner, 1940) – insulele Vancouver, Columbia Britanică, arhipelagul Haida Gwaii;
- Accipiter gentilis marginatus (Piller & Mitterpacher, 1783) – Balcani;
- Accipiter gentilis schvedowi (Menzbir, 1882) – estul Asiei de la Urali până în Priamurie și la sud până în centrul Chinei, iernează la sud de Himalaya și Indochina.

Accipiter gentilis striatulus nu mai este recunoscută de către majoritatea clasificărilor taxonomice.